# Iodure de strontium
L'iodure de strontium (SrI2) est un sel de strontium et d'iode. C'est un composé ionique soluble dans l'eau et déliquescent qui peut être utilisé en médecine comme substitut à l'iodure de potassium
.
Il est également utilisé comme détecteur de rayonnement gamma à scintillation, dopé habituellement à l'europium, à cause de sa transparence optique, sa densité relativement élevée, sa masse atomique effective élevée (Z=48) et son haut rendement lumineux. Ces dernières années, l'iodure de strontium dopé à l'europium (SrI2:Eu2+) a émergé comme matériau scintillateur prometteur pour la spectroscopie gamma  avec un rendement lumineux très élevé et une réponse proportionnelle, excédant ceux du scintillateur commercial à haute performance largement utilisé, le LaBr3:Ce3+. Des cristaux de SrI2 de grand diamètre peuvent être produits industriellement avec la technique de Bridgman verticale et sont actuellement commercialisés par plusieurs compagnies,.

## Réactions
L'iodure de strontium peut être préparé en faisant réagir du carbonate de strontium avec de l'acide iodhydrique :
SrCO3  +   2 HI  →  SrI2  +  H2O + CO2
L'iodure de strontium jaunit quand il est exposé à l'air. À température élevée et en présence d'air, l'iodure de strontium se décompose complètement pour former de l'oxyde de strontium et de l'iode libre.

## Solubilité dans l'eau

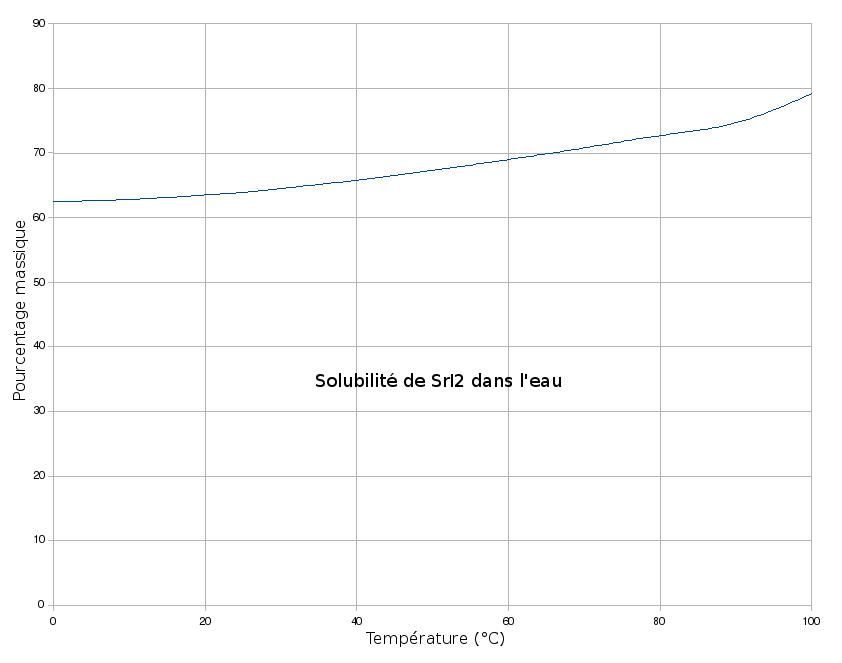
Solubilité dans l'eau